# José Falcón (Paraguay)
José Falcón es un distrito paraguayo ubicado en el Departamento de Presidente Hayes, a unos 20 km de Asunción, en la frontera con Clorinda, Provincia de Formosa, Argentina, siendo uno de los principales pasos fronterizos para vehículos entre ambos países.
Por este distrito pasan dos importantes carreteras, la ruta PY09 "Transchaco" que atraviesa todo el Chaco paraguayo por la mitad y la ruta PY12 "Vice Presidente Sanchez" que conecta con varias localidades de la cuenca del Pilcomayo.

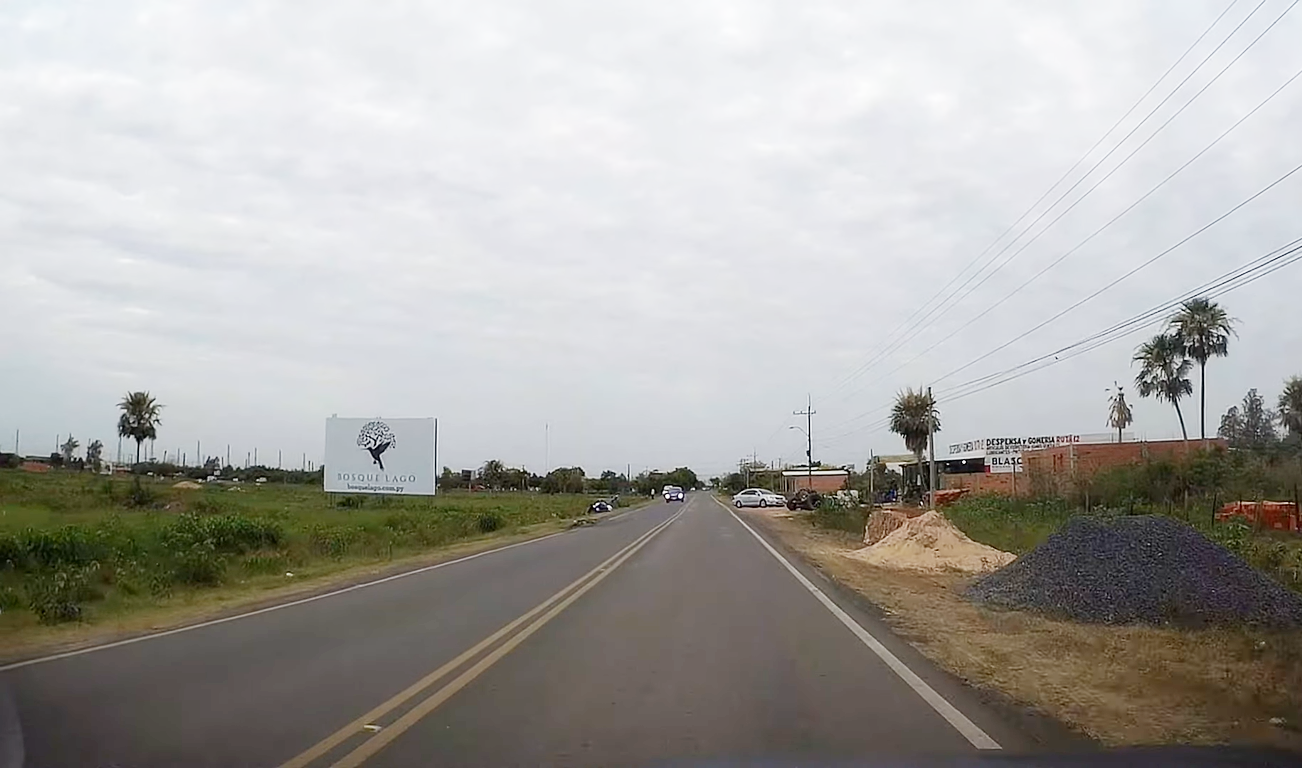
Ruta PY12 en José Falcón.

## Toponimia
El distrito recibe su nombre en honor a José Falcón (1810 - 1881) un político y diplomático paraguayo que en 1878 luego de la Guerra de la Triple Alianza se encargó de defender la causa paraguaya sobre el territorio chaqueño, que en ese momento estaba en disputa con Argentina y fue sujeto a un arbitraje oficiado por el presidente de Estados Unidos de ese entonces, Rutherford B. Hayes, en el conocido Laudo Hayes. Gracias a los sólidos argumentos y documentos históricos presentados por Falcón y Benjamín Aceval, el arbitraje falló a favor de Paraguay y toda esta zona del bajo Chaco quedó oficialmente dentro del territorio paraguayo.

## Historia

### Intentos de reducciones jesuíticas (1609 - 1626)
Una real cédula del 16 de marzo de 1608 ordenó al gobernador del Paraguay, Hernando Arias de Saavedra (Hernandarias), que los misioneros jesuitas se dirigieran a evangelizar al Paraná, Guayrá y la región de los guaicurúes (Chaco), especificando que estos indígenas quedarían exonerados de la encomienda, la cual era obligatoria en otras zonas de Paraguay.
En 1609 los jesuitas Roque González de Santa Cruz y Vicente Grifi se internaron en el Chaco Boreal y establecieron contacto con el cacique Martín y algunos indígenas guaicurúes que habitaban la zona entre el río Confuso y el río Pilcomayo (conocida como Guazutinguá), iniciando así su misión evangelizadora.
En 1610 fundaron la reducción de Nuestra Señora María de los Reyes, también llamada Yasocá, a una legua al noroeste de Asunción (actual municipio de José Falcón, estaría por donde pasa la ruta PY12 cerca del Puente Pararã), en esta reducción se trasladaron los indígenas guaicurúes del cacique Martín.
En 1611 el cacique Martín y parte de su tribu regresaron a Guazutinguá acompañados de Grifi. Ese mismo año, debido a la posibilidad de que estallara una guerra entre españoles e indígenas guaicurúes por las Ordenanzas de Francisco de Alfaro, los misioneros fueron enviados a los pueblos de Guarambaré y San Pedro del Ypané (Pitun) (ambos en lo que hoy es el departamento de Concepción) , por lo que la reducción chaqueña se quedó sin sacerdotes.
En 1613, los caciques Martín y Juan Guaycuruty pidieron al gobierno de Asunción que sean enviados allí nuevos sacerdotes para continuar la misión evangelizadora, por lo que fueron los jesuitas Pedro Romero y Antonio Moranta, quienes fundaron junto al río Pilcomayo la reducción de Guazutinguá (cerca de la actual Ninfa, municipio de José Falcón).
Los jesuitas Alonso Rodríguez y José Oreghi se unieron luego también, pero luego de 17 años de intentos estériles, las misiones de los guaicurúes fueron abandonadas por los jesuitas en 1626 y la mayoría de los indígenas volvieron a la selva, mientras que otros pocos se establecieron cerca de Asunción y se terminaron mezclando con la población criolla de la zona.

### Época paraguaya
Por ley en el año 1998 se creó el municipio de José Falcón, como un desprendimiento del municipio de Villa Hayes. Un grupo de pobladores organizados en una Coordinadora Promunicipio encabezada por el Sr. Bernardo Centurión, Don Francisco Campos, Don Luis Guex, Don Arturo Cañiza y otros han impulsado la creación del municipio.

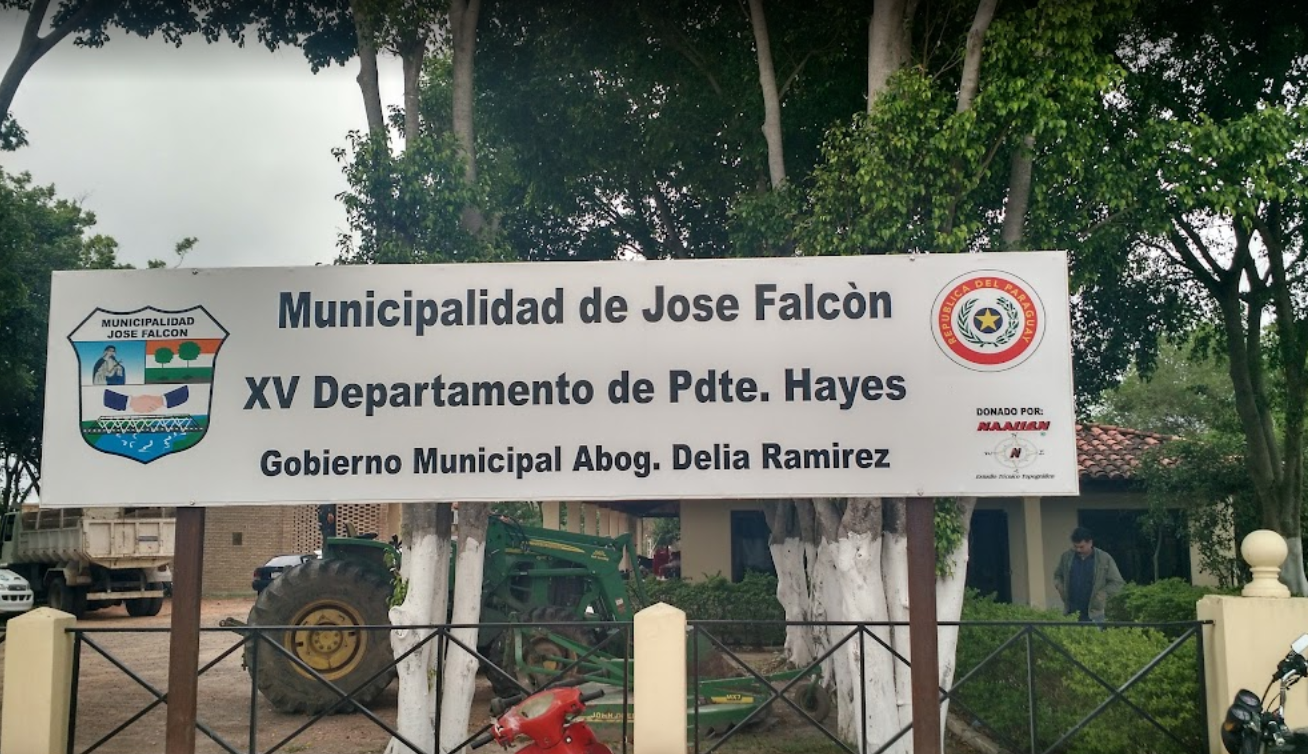
Municipalidad de José Falcón.

En los últimos años, la zona se está poblando y desarrollando grandemente, gracias a obras como el Puente Héroes del Chaco, la duplicación de la ruta PY09 y el mejoramiento de las aduanas con Argentina, que están impulsando el desarrollo inmobiliario, industrial, comercial y turístico en el distrito.

## Geografía
Se ubica a la orilla izquierda (Oriental) del río Pilcomayo. Al noroeste limita con la provincia argentina de Formosa, al norte y al noreste con Villa Hayes, al este, sur y sureste con Nueva Asunción. Al suroeste y oeste limita con el Río Pilcomayo, que lo separa de Nanawa y la ciudad argentina de Clorinda, respectivamente.
| Noroeste: Provincia de Formosa | Norte: Villa Hayes  | Nordeste: Villa Hayes   |
| Oeste: Nanawa y Clorinda       |                     | Este: Nueva Asunción    |
| Suroeste: Nanawa y Clorinda    | Sur: Nueva Asunción | Sureste: Nueva Asunción |

## Orografía
Su aspecto físico se enmarca en las características propias del suelo chaqueño: tierras bajas con abundante vegetación de palmares. Es una región muy propensa a las inundaciones en las épocas más lluviosas del año. 
Este distrito está ubicado en una zona de tierras bajas con suelo arcilloso. No presenta elevaciones significativas. La geografía en general de esta parte del departamento se caracteriza por ser pantanosa, con palmares y pajonales. 

## Clima
El distrito está ubicado en una zona de clima muy caluroso en el verano. En José Falcón la temperatura llega a los 44 °C. En invierno llega a 0 °C. La temperatura media anual es de 26 °C.

## Demografía
José Falcón cuenta con 3693 habitantes, según datos del censo paraguayo de 2022. La localidad tiene una alta tasa de emigración, principalmente hacia Argentina. Entre las principales razones a la hora de emigrar se encuentran los factores económicos, laborales y en busca de una mejor atención a la salud y la educación. 
Dentro de los límites del municipio a unos 96 km del casco urbano principal de José Falcón se puede encontrar otro pequeño núcleo urbano en la localidad de Cabo Olivorio Talavera, que cuenta con unos 500 habitantes aproximadamente.

## Economía
Esta zona se caracteriza por el gran movimiento comercial y turístico entre Paraguay y Argentina. Su ubicación estratégica cerca de la frontera, hace que el tráfico comercial sea intenso.

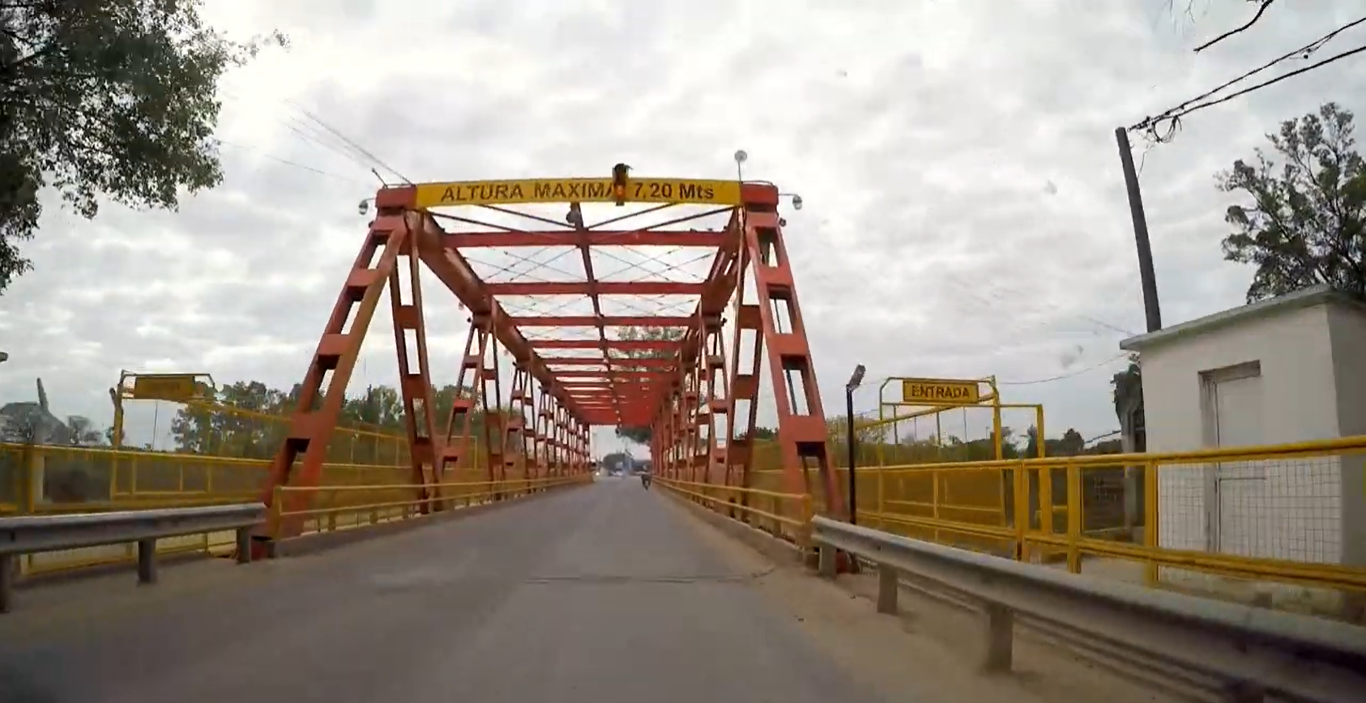
Puente Internacional San Ignacio de Loyola.

La localidad de José Falcón se une a la ciudad de Clorinda por el Puente Internacional San Ignacio de Loyola, sobre el Río Pilcomayo. Es un lugar estratégico para el comercio fronterizo de la región.

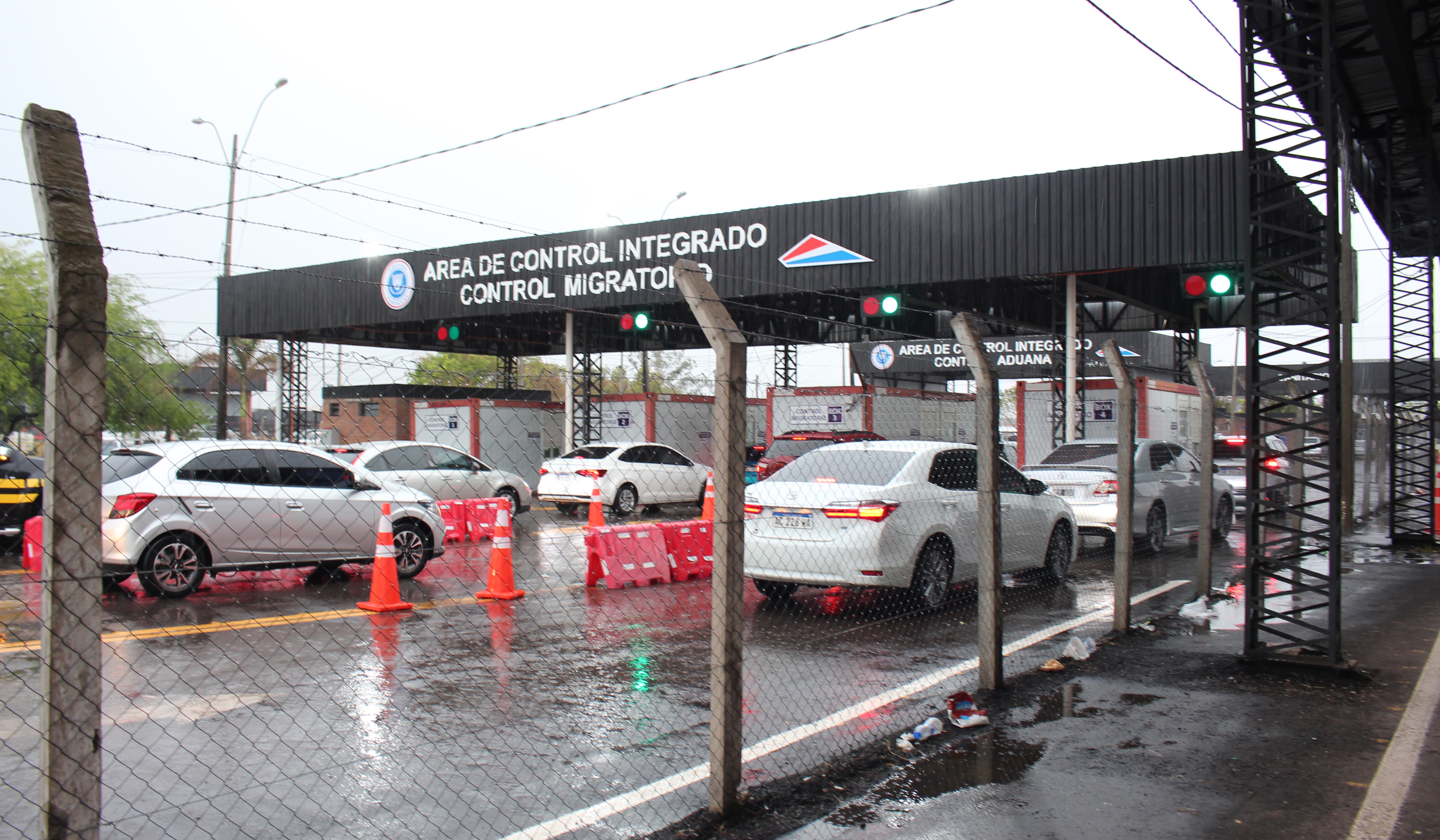
Aduana paraguaya en José Falcón.

## Turismo
El sector turístico aun no está muy desarrollado, pero algunos sitios de interés son:
- Circuito comercial de Puerto Falcón: Son todos los comercios ubicados sobre la ruta PY09 y cercanos a 500 metros de la aduana. Entre ellos, restaurantes, hospedajes, talleres mecánicos, estaciones de servicio y otros comercios minoristas.[3][20][21][22][23]
- Plazoleta Bernardino Caballero: pequeño paseo y ciclovía que cuenta con parques y espacios recreativos ubicada en la avenida principal del Barrio San Francisco.[24][25][26]Plazoleta Bernardino Caballero, principal ciclovía y espacio recreativo de la ciudad.

Plazoleta Bernardino Caballero, principal ciclovía y espacio recreativo de la ciudad.

- Capilla Santa Rosa de Lima: ubicada en el Barrio Santa Rosa, sobre la ruta PY12, es el principal templo católico del municipio, cuenta con una arquitectura sencilla, pero a la vez moderna. En este lugar cada 30 de agosto se suele celebrar la fiesta patronal del municipio, en honor a Santa Rosa de Lima.[27]Capilla Santa Rosa de Lima.

Capilla Santa Rosa de Lima.

- Polideportivo Héroes del Chaco: ubicado en el Barrio Santa Rosa, es un pequeño estadio de fútbol de salón inaugurado en 2018 que cuenta con una capacidad para 500 personas.[28][29]Polideportivo Héroes del Chaco.

Polideportivo Héroes del Chaco.

- Polideportivo La Amistad: ubicado en el Barrio San Francisco, es un pequeño estadio deportivo de fútbol de salón, balonmano y basquetbol con capacidad para 200 personas.
- Polideportivo San Ramón: ubicado en el Barrio San Ramón, es una cancha deportiva utilizada principalmente para la práctica de fútbol de salón y balonmano.
- Club Paraguayo de Tiro Práctico: predio privado donde se puede practicar tiro deportivo con armas de fuego o armas de aire comprimido.[30][31]
- Granja Apícola Don Carlos: ubicada en el barrio Karandayty, a 1 km de la ruta PY09, es una granja ecológica donde se produce miel y se dan recorridos turísticos, cursos e informaciones sobre todo lo relacionado con el mundo de la apicultura. Aquí se produce la marca de miel de abeja "Don Carlos".[32][33][34][35]Producción de miel en la granja apícola Don Carlos.

Producción de miel en la granja apícola Don Carlos.

- Riacho Negro: zona de mucha naturaleza e ideal para hacer un pícnic, pescar u observar aves. También sirve como límite entre con los municipios de Nanawa y Nueva Asunción.[36][37][38]
- Puente Pararã: puente de hierro que se encuentra sobre la ruta PY12, camino a Nueva Asunción y cruza sobre el riacho negro.[39][40][41]
- Estadio Gregorio Casal: un complejo deportivo de varias canchas de rugby, que es propiedad del Cristo Rey Rugby Club, originario de Asunción.[42]

### Hospedajes
Los alojamientos más populares del municipio son:
- La Cabaña de José Falcón
- Quinta Marjomi
- Hospedaje Galería San Miguel

## Deportes
El deporte más popular y practicado del municipio es el fútbol de salón, destacándose el equipo de la selección de futsal de José Falcón.Otros deportes populares entre la población son el fútbol, el voleibol, el balonmano, el basquetbol, el rugby y el tiro práctico.